# Sidobre

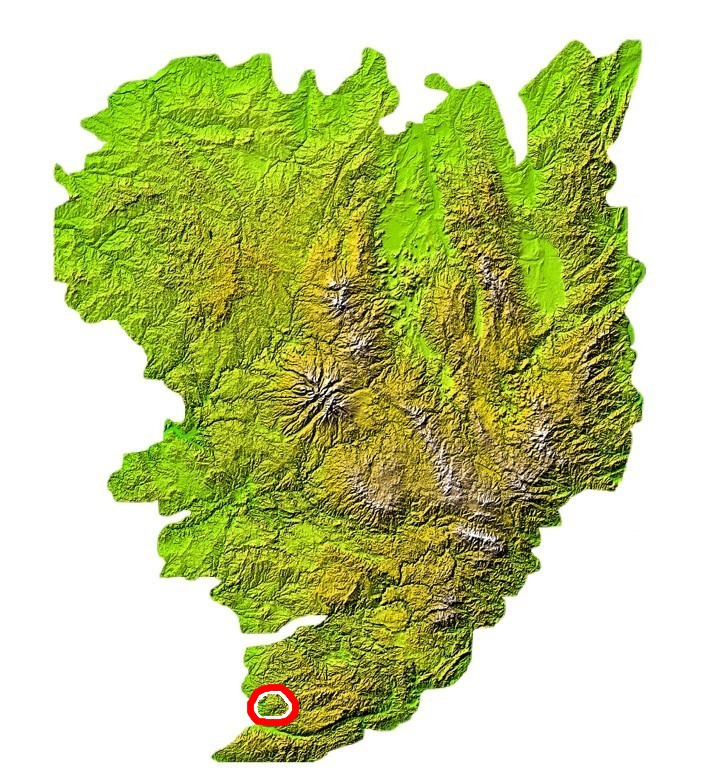
Sidobre al Massís Central

El Sidobre és una regió natural de França, situada al Massís Central. Es tracta d'un territori granític de 15,3 km de llargada per 6,6 km d'amplada màxima, tot cobert de boscos. El punt culminant és Le Patau de 707 metres.

## Situació
Està situat al departament del Tarn, a la punta sud-oest del Massís Central, entre Lacrouzette, Ferrières, Saint-Salvy-de-la-Balme i Lafontasse.
Està envoltat per les regions naturals següents:
- A l'est pels Monts de Lacaune
- al sud per la Muntanya Negra
- A l'oest pel Castrais

## Geologia
El Sidobre està format per un granit plutònic de l'era herciana, que data de fa uns 300 milions d'anys. El magma es va solidificar i cristal·litzar a 7,5 fins a 20 km de profunditat sobre de terrenys metamòrfics del Cambrià superior, que es va erosionar.
L'estructura del Sidobre sembla una llentia espessa en forma d'ametlla i no pas un element vertical, com s'havia cregut.
El granit del part central del massís, anomenat blau, s'assembla al porfiri, mentre que el de la perifèria és més gris i clar, com la monzonita.

## Llocs
Format en origen com un sol bloc, ha estat fisurat i erosionat per la formació dels Pirineus i l'aigua, que han deixat unes construccions naturals remarcables:
- La Pèira Clavada a Lacrouzette, un bloc de 780 tones en equilibri en un solc natural.
- El Roc de l'oie, roca que s'assembla una oca.
- Els Trois Fromages, tres rocs superposats.
- El rocher tremblant des Sept-Faux, bloc mòbil de 900 tones.
- El Chapeau de Napoléon.
- La cova del llop.
- L'Éléphant.
- Els munts granítics de la Resse, La Balme, La Rouquette, Secun, etc.
- El llac del Merle.
- El Saut de la Truite, cascada de 25 m d'alçada.

El Sidobre no forma part de la Muntanya Negra, ja que se'n separa per la depressió sedimentària de Castres.

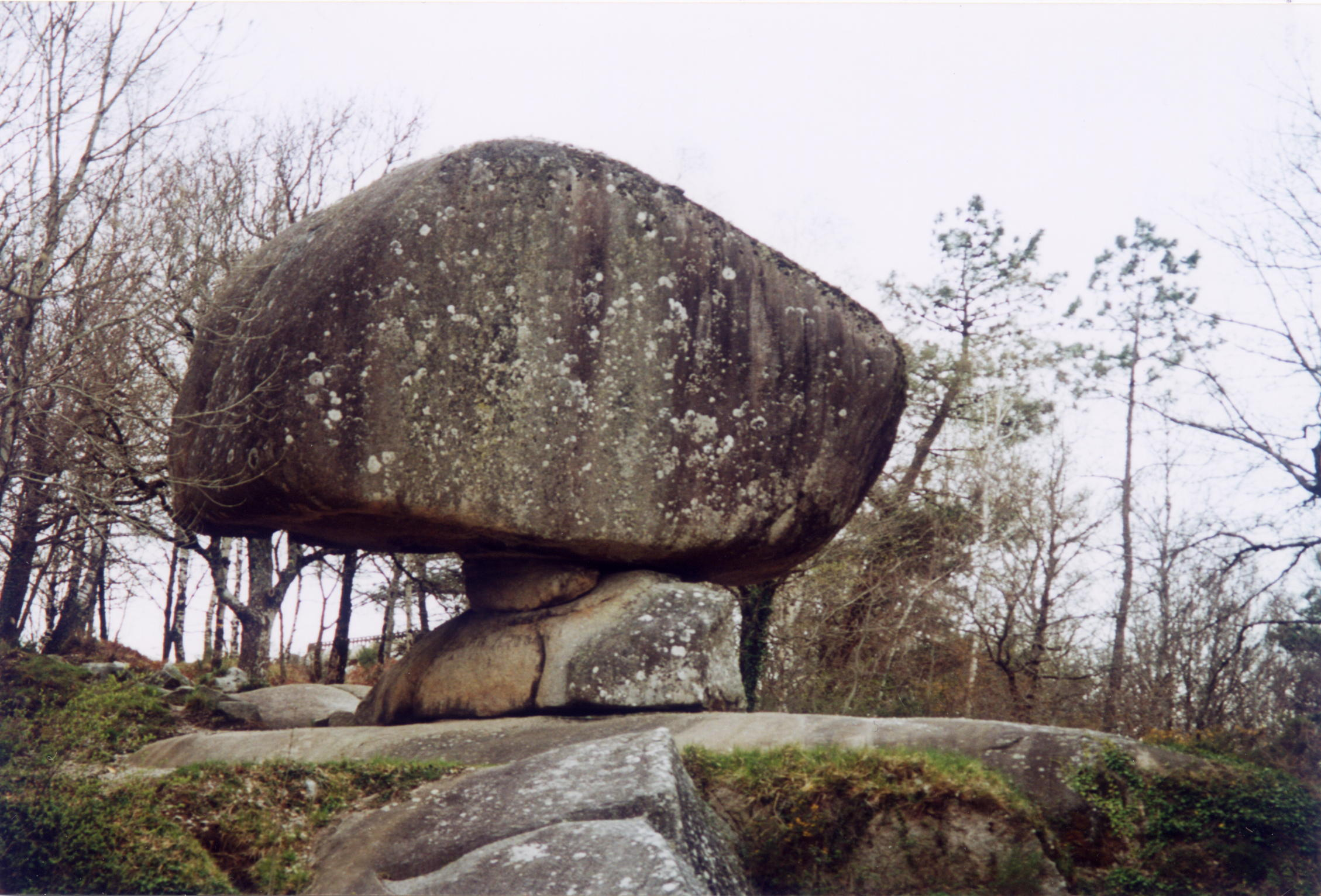
Pèira Clavada al municipi de Lacrouzette
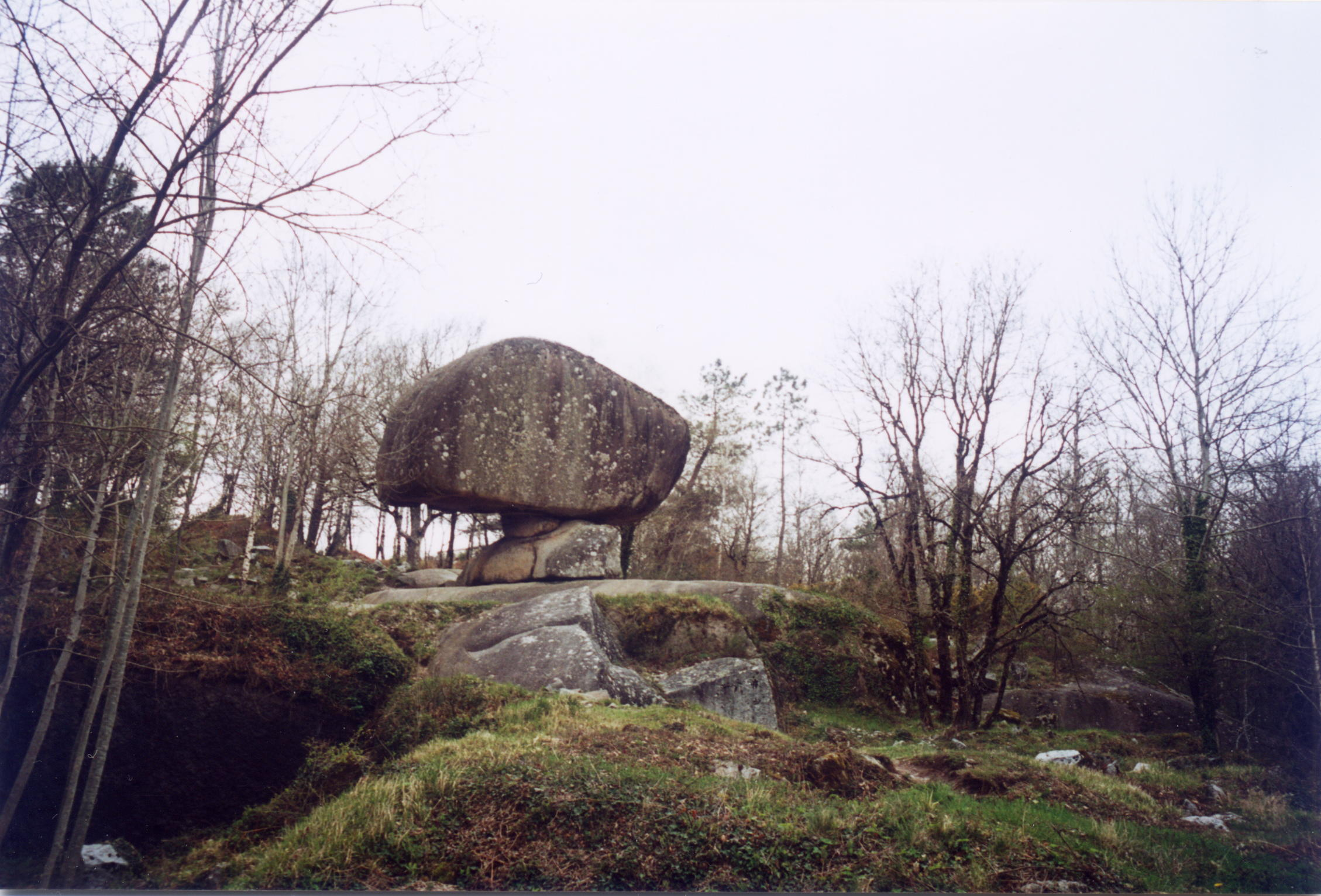
Pèira Clavada
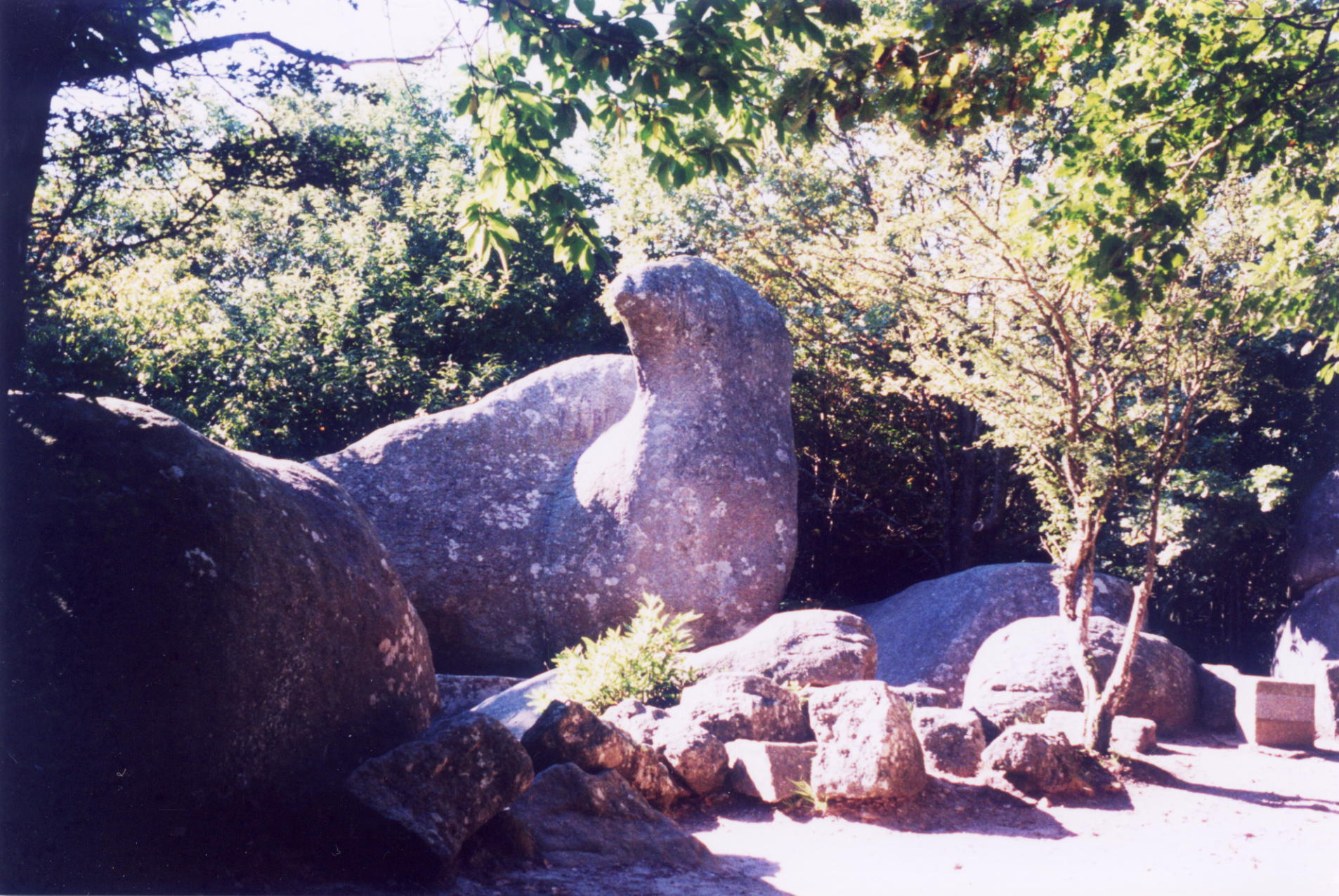
El Roc de l'Oie
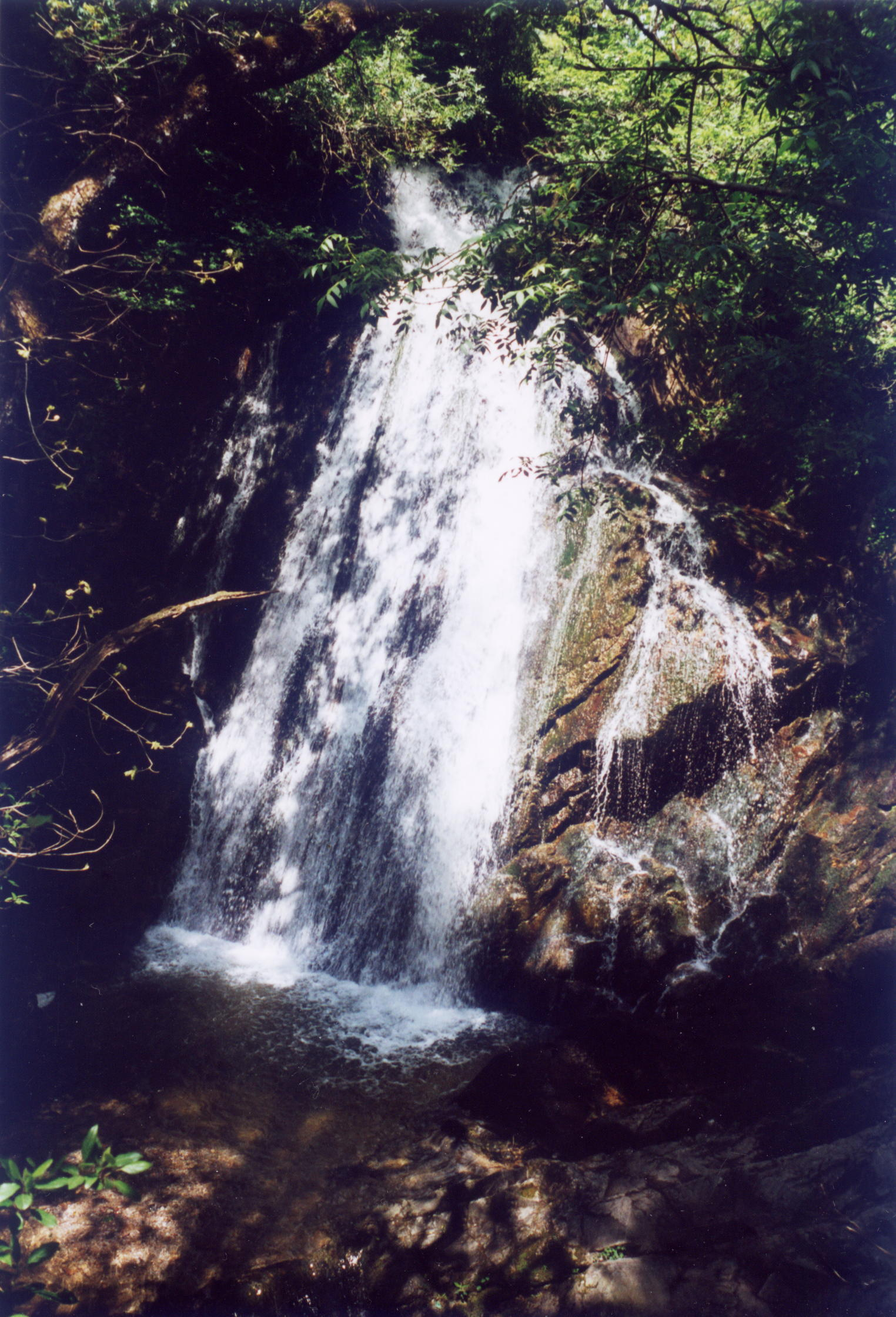
Cascada al Sidobre
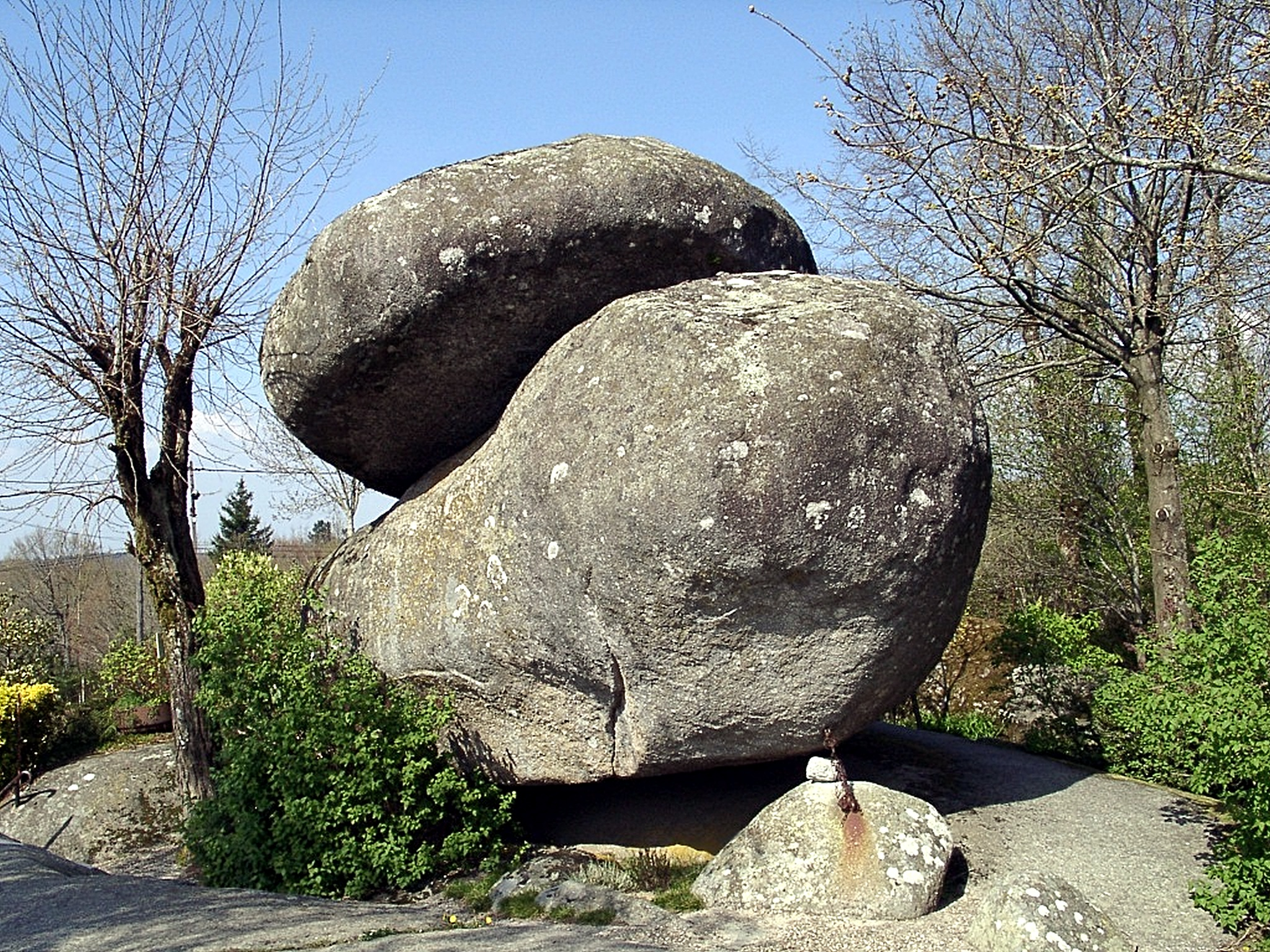
Roquer

## Economia

### Turisme
La Maison del Sidobre, oficina de turisme, se situa a la D 30 a la proximitat de l'encreuament amb la RD 622, entre Saint-Salvy-de-la-Balme i Lacrouzette.
El Sender de gran recorregut GR-36 travessa el Sidorbe de sud a nord, que passa prop del llac de la Merle, del Roc de l'Oie al dels Tres Formatges, i també del càmping de Roussy.
Fou Raymond Nauzières, félibre, arxivista i bibliotecari de Castres, qui a principis del segle xx va catalogar i anomenar els roquers del Sidobre, després va destacar en la defensa del territori, quan després de la I Guerra Mundial, la demanda de granit va posar en perill el lloc, ja que s'usava el granit per als monuments als caiguts.

### Extracció del granit
El Sidobre és una zona important d'explotació de granit, en totes les seves aplicacions.
Es tracta d'un dels aflorament granítics d'Europa, amb més de la meitat de la producció francesa.
El granit del Sidobre representa al voltant de 1200 salaris i més de 100 empreses. El nombre de pedreres explotades ha disminuït des de 1950 i s'ha reduït a una quinzena, però amb explotacions més grans. Últimament la competència de la Xina ha fet que aquestes pedreres hagin de ser més competitives.

## Protecció mediambiental
La regió gaudeix de protecció gràcies al Parc natural regional de l'Alt Llenguadoc.